# Torrecilla del Pinar
Torrecilla del Pinar es un municipio y localidad española de la provincia de Segovia, en la comunidad autónoma de Castilla y León. El término municipal tiene una población de 179 habitantes (INE 2024).

## Geografía
La localidad de Torrecilla del Pinar se encuentra situada en la zona central de la península ibérica, en el extremo norte de la provincia de Segovia, tiene una superficie de 19,61 km², y sus coordenadas son 41°22′27″N 4°02′16″O / 41.37417, -4.03778.
| Noroeste: Fuentepiñel          | Norte: Fuentepiñel | Noreste: Fuente el Olmo de Fuentidueña |
| Oeste: Cozuelos de Fuentidueña |                    | Este: Fuente el Olmo de Fuentidueña    |
| Suroeste: Adrados              | Sur: Adrados       | Sureste: Fuentidueña                   |

### Clima
El clima de Torrecilla del Pinar es mediterráneo continentalizado, como consecuencia de la elevada altitud y su alejamiento de la costa, sus principales características son:

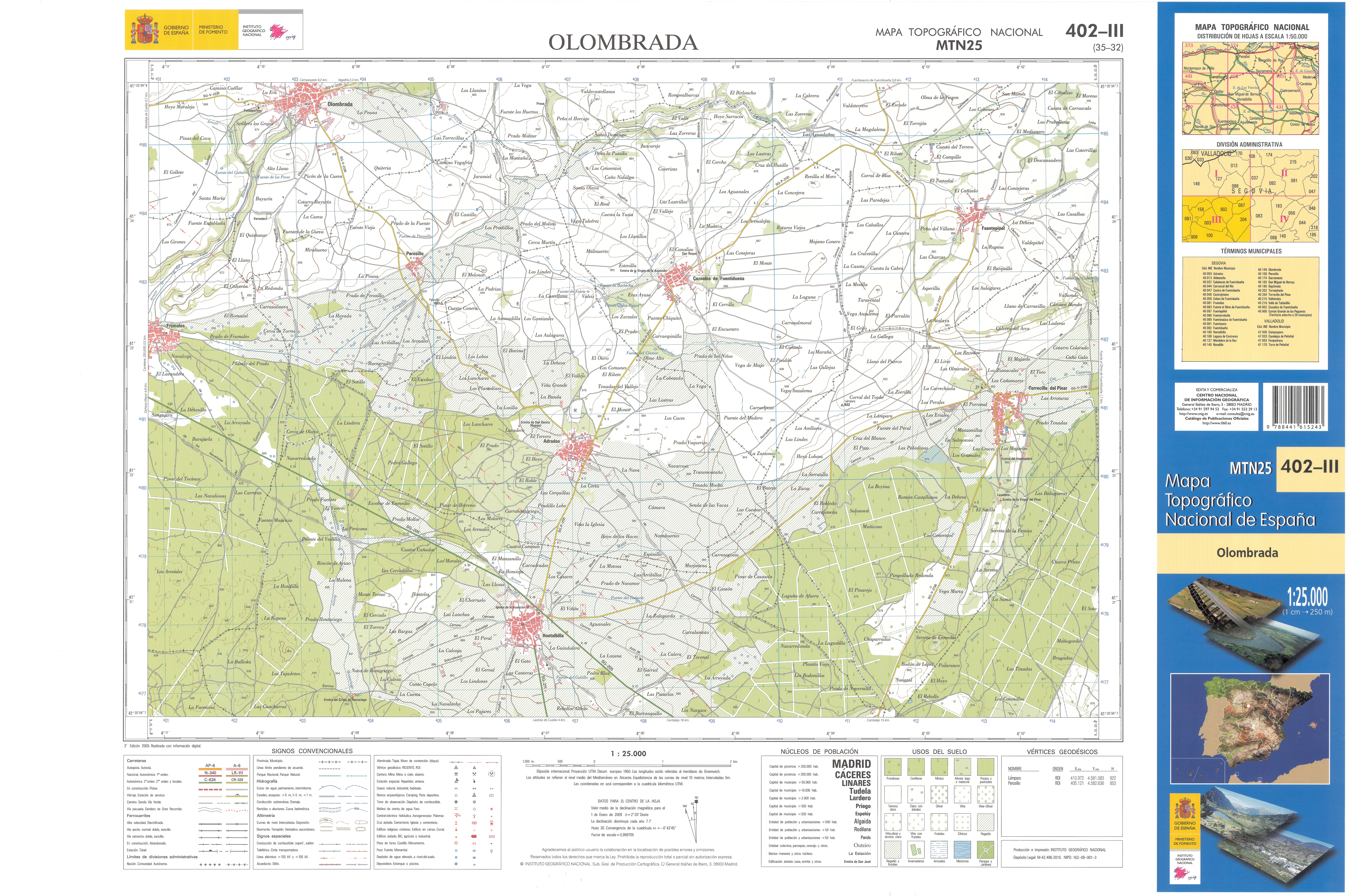
Fragmento de la hoja 402 del Mapa Topográfico Nacional de España de 2009 en el que se representa Torrecilla del Pinar

La temperatura media anual es de 11,50 °C con una importante oscilación térmica entre el día y la noche que puede superar los 20 °C. Los inviernos son largos y fríos, con frecuentes nieblas y heladas, mientras que los veranos son cortos y calurosos, con máximas en torno a los 30 °C, pero mínimas frescas, superando ligeramente los 13 °C. El refrán castellano «nueve meses de invierno y tres de infierno» lo caracteriza a la perfección.
Las precipitaciones anuales son escasas (514,10 mm) pero se distribuyen de manera relativamente equilibrada a lo largo del año excepto en el verano que es la estación más seca (82,20 mm). Las montañas que delimitan la meseta retienen los vientos y las lluvias, excepto por el oeste, donde la ausencia de grandes montañas abre un pasillo al océano Atlántico por el que penetran la mayoría de las precipitaciones que llegan a Torrecilla del Pinar. 
| Precipitaciones por estación (mm) |        |        |          |        |
| Primavera                         | Verano | Otoño  | Invierno | TOTAL  |
| 149,40                            | 82,20  | 141,10 | 141,40   | 514,10 |

Según la clasificación climática de Köppen se corresponde con un clima Csb (oceánico mediterráneo), una transición entre el Csa (mediterráneo) y el Cfb (oceánico) producto de la altitud. A diferencia del mediterráneo presenta un verano más suave, pero al contrario que en el oceánico hay una estación seca en los meses más cálidos.
| Parámetros climáticos promedio de San Miguel de Bernuy en el periodo 1961-2003 | Parámetros climáticos promedio de San Miguel de Bernuy en el periodo 1961-2003 | Parámetros climáticos promedio de San Miguel de Bernuy en el periodo 1961-2003 | Parámetros climáticos promedio de San Miguel de Bernuy en el periodo 1961-2003 | Parámetros climáticos promedio de San Miguel de Bernuy en el periodo 1961-2003 | Parámetros climáticos promedio de San Miguel de Bernuy en el periodo 1961-2003 | Parámetros climáticos promedio de San Miguel de Bernuy en el periodo 1961-2003 | Parámetros climáticos promedio de San Miguel de Bernuy en el periodo 1961-2003 | Parámetros climáticos promedio de San Miguel de Bernuy en el periodo 1961-2003 | Parámetros climáticos promedio de San Miguel de Bernuy en el periodo 1961-2003 | Parámetros climáticos promedio de San Miguel de Bernuy en el periodo 1961-2003 | Parámetros climáticos promedio de San Miguel de Bernuy en el periodo 1961-2003 | Parámetros climáticos promedio de San Miguel de Bernuy en el periodo 1961-2003 | Parámetros climáticos promedio de San Miguel de Bernuy en el periodo 1961-2003 |
| Mes | Ene.                                                                           | Feb.                                                                           | Mar.                                                                           | Abr.                                                                           | May.                                                                           | Jun.                                                                           | Jul.                                                                           | Ago.                                                                           | Sep.                                                                           | Oct.                                                                           | Nov.                                                                           | Dic.                                                                           | Anual                                                                          |
| --- | ------------------------------------------------------------------------------ | ------------------------------------------------------------------------------ | ------------------------------------------------------------------------------ | ------------------------------------------------------------------------------ | ------------------------------------------------------------------------------ | ------------------------------------------------------------------------------ | ------------------------------------------------------------------------------ | ------------------------------------------------------------------------------ | ------------------------------------------------------------------------------ | ------------------------------------------------------------------------------ | ------------------------------------------------------------------------------ | ------------------------------------------------------------------------------ | ------------------------------------------------------------------------------ |
| Temp. media (°C) | 3.40                                                                           | 5.00                                                                           | 8.10                                                                           | 9.20                                                                           | 13.80                                                                          | 17.80                                                                          | 20.90                                                                          | 20.90                                                                          | 16.20                                                                          | 11.60                                                                          | 6.80                                                                           | 4.30                                                                           | 11.50                                                                          |
| Precipitación total (mm) | 50.90                                                                          | 42.00                                                                          | 38.20                                                                          | 51.80                                                                          | 59.40                                                                          | 42.80                                                                          | 22.60                                                                          | 16.80                                                                          | 33.60                                                                          | 50.20                                                                          | 57.30                                                                          | 48.60                                                                          | 514.10                                                                         |
| Fuente: Ministerio de Agricultura, Alimentación y Medio Ambiente. Datos de precipitación para el periodo 1961-2003 y de temperatura para el periodo 1987-2003 en San Miguel de Bernuy 4 de octubre de 2012 |                                                                                |                                                                                |                                                                                |                                                                                |                                                                                |                                                                                |                                                                                |                                                                                |                                                                                |                                                                                |                                                                                |                                                                                |                                                                                |

## Historia
A mediados del siglo XIX, el lugar tenía contabilizada una población de 389 habitantes. Aparece descrito en el decimoquinto volumen del Diccionario geográfico-estadístico-histórico de España y sus posesiones de Ultramar de Pascual Madoz de la siguiente manera:

TORRECILLA DEL PINAR: l. con ayunt. de la prov. y dióc. de Segovia (9 leg.), part. jud. de Cuellar (4), aud. terr. de Madrid (24), c. g. de Castilla la Nueva. sit. al pie de una serreta de bruscas peñas, que continúa hasta entrar en Portugal; le combaten con mas frecuencia los vientos N. y O., el clima es trio, y se padecen por lo comun catarros y pulmonias: tiene 100 casas, la de ayunt., cárcel, escuela de primeras letras comun á ambos sexos, dotada mezquinamente, una fuente de buenas aguas y una igl. parr. (San Juan Bautista), curato de primer ascenso y provision real y ordinaria: hay ademas del párroco un beneficiado que posee el seminario de Segovia; á 1 /4 de leg. de la pobl. se encuentran 2 ermitas, Ntra. Sra. del Pinar y el Sto. Cristo del Humilladero: tenian algunas rentas que hoy cobra la nacion: el cementerio está en parage que no ofende la salud pública. Confina el térm. N. Fuentepiñel; E. Fuentesauco; S. Cozuelos de Fuentidueña, y O. Fuente el Olmo: se estiende 1/2 leg. por N. y O., y una por E. y S. y comprende un monte pinar al S. poco poblado, y varios prados con medianos pastos. El terreno es de regular calidad. caminos: de herradura, que dirigen á Burgos y Segovia: el correo se recibe en Penafiel, por baligero. prod.: trigo, cebada, centeno y legumbres: mantiene ganado lanar y vacuno, y cria caza de liebres y perdices. ind.: la agrícola y serrar pinos. pobl.: 94 1/2 vec., 389 alm. cap. imp.: 42,468 rs. contr.: 20'72 por 100.
(Madoz, 1849, p. 78)

## Geografía humana

### Demografía
Cuenta con una población de 179 habitantes (INE 2024).
| Gráfica de evolución demográfica de Torrecilla del Pinar entre 1842 y 2021                                            |
| |
| Población de derecho según los censos de población del INE. Población de hecho según los censos de población del INE. |

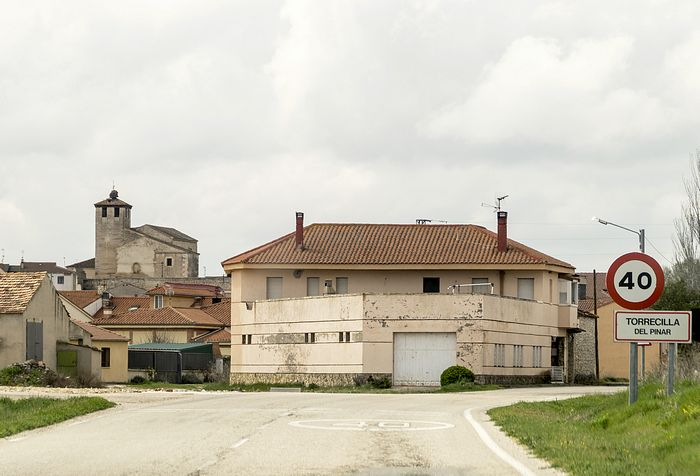
Entrada al pueblo

El municipio tiene una superficie de 19,61 km².
| 327           | 345 | 307 | 284 | 267 | 253 | 219 | 219 | 216 | 216 | 194 | 175 | 179 |
| (Fuente: INE) |     |     |     |     |     |     |     |     |     |     |     |     |

## Administración y política
| Periodo   | Nombre                                                                                               | Partido |
| --------- | --- | ------- |
| 1979-1983 | Luis Sancha Gonzalo                                                                                  | AE      |
| 1983-1987 | Femando Sacristán Gonzalo                                                                            | CDS     |
| 1987-1991 | Femando Sacristán Gozalo                                                                             | UC-CDS  |
| 1991-1995 | Luis M. Benito Samaniego (1991-1993)Fernando Sacristán Gonzalo (1993)Luis Sancha Gonzalo (1993-1995) | CDS     |
| 1995-1999 | Mariano Martín Monja                                                                                 | PP      |
| 1999-2003 | Raúl Martín Pascual                                                                                  | PP      |
| 2003-2007 | Raúl Martín Pascual                                                                                  | PP      |
| 2007-2011 | Raúl Martín Pascual                                                                                  | PP      |
| 2011-2015 | Raúl Martín Pascual                                                                                  | PP      |
| 2015-2019 | Raúl Martín Pascual                                                                                  | PP      |
| 2019-2023 | Raúl Martín Pascual                                                                                  | PP      |
| 2023-act. | Raúl Martín Pascual                                                                                  | PP      |

## Patrimonio

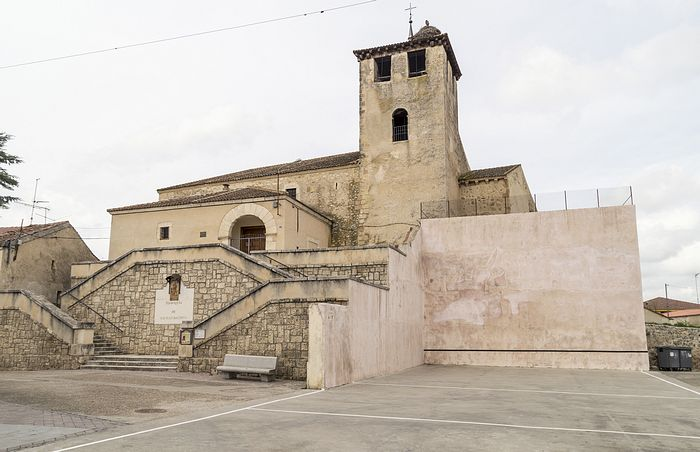
Iglesia con frontón

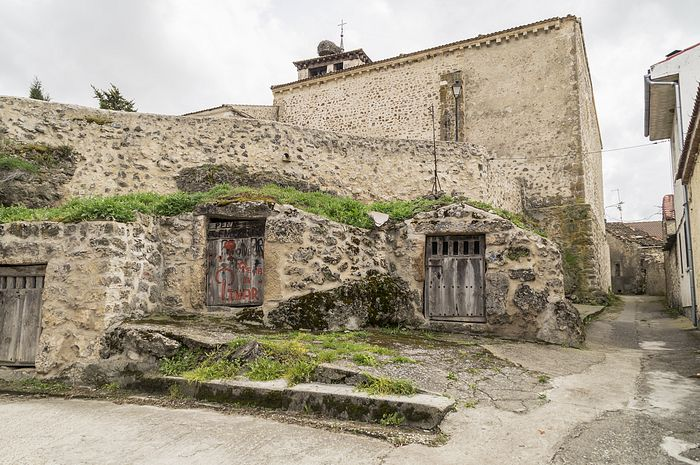
Bodegas urbanas

En la localidad hay una iglesia bajo la advocación de San Juan Bautista.